# موريس جيلز
موريس جيلز (6 نوفمبر 1897 في بلجيكا - 1980 في بلجيكا) هو لاعب كرة قدم بلجيكي في مركز الهجوم، شارك في الألعاب الأولمبية الصيفية 1924. وشارك مع منتخب بلجيكا لكرة القدم. أما مع النوادي، فقد لعب مع ستاندارد لييج.

## مسيرته الكروية
لعب موريس جيلز خلال مسيرته الاحترافية مع نادِ واحدٍ في ستة عشر موسمًا وسجل خلالها 125 هدف ضمن 269 مباراة. ولم يفز بأي موسم بالكأس أو بالدوري.
خاض موريس جيلز مسيرته مع نادي ستاندارد لييج في موسم 1919–20 ليلعب معه ستة عشر موسمًا، مشاركًا في 269 مباراة سجل خلالها 125 هدف.

## وصلات خارجية
- موريس جيلز على موقع الاتحاد الدولي (مؤرشف)  (الإنجليزية)
- موريس جيلز على موقع الاتحاد البلجيكي (الإنجليزية)
- موريس جيلز على موقع قاعدة بيانات كرة القدم.إي يو (الإنجليزية)
- موريس جيلز على موقع ناشيونال فوتبول تيمز (الإنجليزية)
- موريس جيلز على موقع أوليمبيديا (الإنجليزية)